# Басин, Яков Зиновьевич
Я́ков Зино́вьевич Ба́син (28 августа 1939, Минск — 17 февраля 2022) — советский врач, историк, культуролог, публицист и общественный деятель еврейской общины в Беларуси. Известен как деятель прогрессивного иудаизма, автор ряда книг по истории евреев в Беларуси, исследований в области Холокоста и борьбы с антисемитизмом.

## Биография
Выпускник Минского медицинского института (1964). До 1 октября 1998 работал практикующим врачом: сначала в участковой больнице, затем в течение 10 лет — заместителем главного врача Смолевичского района, в последующем — врачом-рентгенологом в Минском областном противотуберкулезном диспансере, в санатории «Криница», а в 1987—1998 — в Минской клинической больнице скорой медицинской помощи.
Автор научных работ, врач I категории, лауреат Всесоюзной премии по борьбе с туберкулёзом (1974). Награждён почетным знаком «Отличник здравоохранения» (1972).
Летом 1980 года редакция молодёжного журнала «Рабочая смена» заказала ему к 80-летию II (Лондонского) съезда РСДРП статью с рассказом о том, как готовились к этому съезду белорусские социал-демократы. В результате, из-за получившегося материала, в котором затрагивался Бунд, в 1982 году произошёл скандал — автора обвинили в героизации деятелей Бунда. Басин вспоминал, что оказался после этого в изоляции.
Прошёл курс по еврейской истории в институте истории имени Ицхака Бен-Цви (Иерусалим, октябрь-ноябрь 1990).
С 1998 года занимается активной общественной деятельностью в рамках еврейской общины Беларуси, СССР и на международном уровне.
С марта 1998 года — директор Минского бюро международной правозащитной корпорации Union of Councils for Jews in Former Soviet Union (Объединение комитетов в защиту евреев в бывшем СССР).
В 2002—2010 годах — преподаватель кафедры культурологии факультета международных отношений Белорусского государственного университета, автор спецкурса «Межнациональные и межконфессиональные отношения в контексте мировой истории и культуры».
Публиковался с 1957 года. Автор 5 книг по истории, ряда монографий, и более 200 публикаций на темы истории, культуры и религии. С 1960 года работал нештатным автором Белорусского радио и телевидения (Гомель, Минск). Автор сценариев первых передач КВН Белорусского телевидения (1964—1967), автор и ведущий телевизионного джаз-клуба «Автограф» (1979—1982), еженедельной еврейской радиопрограммы «Мост» (1993—1994). Литературный редактор книг «Джойнт в Беларуси», «Здоровье мужчины». Член Международной федерации журналистов с 1999 года. Главный редактор еврейских газет «Мезуза» (Минск, 1997—1999) и «Бецавта» (Минск, 1999—2000, литературное приложение «Давар»). Делегат VII Всемирного конгресса еврейских журналистов (Иерусалим, 1997).
С июля 2010 года жил в Израиле. Скончался 17 февраля 2022 года

## Общественная деятельность
Одни из основателей Белорусского клуба КВН в 1960-х годах. Автор первых передач КВН Белорусского телевидения (1963—1964), участник команды г. Минска, второй призёр чемпионата СССР (1967—1968).
Один из организаторов Минского джаз-клуба, пропагандист джаза, автор первых передач по истории джаза на Белорусском телевидении (1960). Публикации, радио и телевизионные передачи по истории музыки, автор и ведущий телевизионного музыкального цикла «Автограф» (1978—1980), буклетов филармонических джазовых фестивалей (1987—1998). C 1997 — сотрудничество с журналом «Джаз-квадрат» (Минск), в котором опубликованы ряд очерков и рецензий. Автор документальной повести «Музыка и тьма» об Эдди Рознере. Ведущий филармонических концертов джазовой музыки белорусских и зарубежных оркестров.
В марте 1989 года стал членом правления Минского объединения еврейской культуры (с июня 1989 по июнь 2002 — заместитель председателя, в 1997—2002 — ведущий постоянно действующего исторического семинара).
Делегат всех съездов «ВААДа» («Конфедерации еврейских организаций и общин СССР») в 1989, 1991 и 1993 годах. В 1990—1993 годах — член Президиума ВААДа, руководитель программы мониторинга антисемитизма в СССР.
Автор доклада об антисемитизме в СССР на международной конференции в Торонто в декабре 1991 года и на пленарном заседании Всемирного еврейского конгресса в Брюсселе в июле 1992 года.
С апреля 1991 — сопредседатель (с 1993 — заместитель председателя) «Союза еврейских общественных объединений и общин Беларуси». Участник многих конгрессов Всемирного, Европейского и Евроазиатского еврейских конгрессов, Всемирной сионистской организации.
Организатор религиозного движения прогрессивного иудаизма в Беларуси, его председатель со дня основания (1993), в 1993—2001 — председатель минской общины прогрессивного иудаизма «Симха». Делегат конгрессов Всемирного Союза прогрессивного иудаизма в Йоганнесбурге (1997), Иерусалиме (1999, 2007), Вашингтоне (2001), Москве (2005).
С 1989 года занимается правозащитной деятельностью. С 1992 года сотрудничал с американской правозащитной организацией Объединение комитетов в защиту евреев в бывшем СССР (UCSJ), руководитель представительства UCSJ в Беларуси (1998—2004).
В 2006 году — автор и издатель правозащитного бюллетеня «Гражданское достоинство».
Участник конгрессов ОБСЕ по борьбе с ксенофобией и антисемитизмом в Вене (2003), Берлине (2004), Кордове (2005) и Бухаресте (2007) — доклады представлены в сборниках, изданных Евроазиатским еврейским конгрессом.
Участник Третьего глобального форума по борьбе с антисемитизмом в Иерусалиме (2004), международной конференции по борьбе с антисемитизмом в Будапеште (2006, доклад «Проблемы межэтнической толерантности в современной Беларуси»).
Член межрелигиозной правозащитной организации «За свободное вероисповедание», составитель и редактор «Белой Книги» о нарушении прав верующих в Беларуси (2002, 2003, 2005). Автор работы «Религия и национальное согласие в свете Закона Республики Беларусь „О свободе совести и религиозных организациях“» (2005). Член белорусской делегации религиозных лидеров в США по приглашению Государственного департамента (2004).
Член Межрелигиозной межнациональной федерации «За мир во всем мире», в 2003 году удостоен звания «Посол мира». В этом качестве принял участие в паломнической поездке по Израилю, связанной с проблемой урегулирования ближневосточного конфликта (2004).
В 2020 и в 2021 годах Яков Басин подписал обращения известных выходцев из Беларуси к бывшему премьер-министру Израиля Б. Нетаньяху, а затем к главе МИД Израиля Я. Лапиду с призывом выступить от имени государства Израиль против репрессий в Республике Беларусь и поддержать белорусский народ в борьбе за свободу и демократию.

## Научная и публицистическая деятельность
Автор ряда работ по истории евреев Беларуси, опубликованных в научных изданиях Минска, Вильнюса, Гомеля, Гродно, Бреста (2000—2007). Составитель (совместно с И. Кузнецовым) и редактор сборников научных работ «Беларусь в XX веке» (2002, 2003, 2004). Составитель трёх изданий научного сборника «Уроки Холокоста: история и современность». Участник международных научных конференций с докладами по истории и современной жизни евреев Беларуси, в том числе в Тель-Авиве и Белостоке (обе — 2004). Автор статей в белорусских энциклопедиях («Беларуская энцыклапедыя», «Энцыклапедыя гісторыі Беларусі», «Рэлігія і царква на Беларусі», «Вялікае княства Літоўскае», «Религия», «Белорусская энциклопедия»).
В 1996—1997 — интервьюер Фонда Стивена Спилберга (записал около 60 интервью с бывшими узниками гетто, участниками антифашистского сопротивления и Праведниками мира). Делегат международных конгрессов по Холокосту (Стокгольм — 2000, Рига — 2006). С 2002 года — член правления фонда «Тростенец».
Составитель и редактор научных сборников:
- «Актуальные проблемы изучения Холокоста на территории Беларуси» (2005, 2-е изд. 2006)[18].
- «Известная „неизвестная“» (2007), посвящён подпольщице Маше Брускиной[19].

Член Международной историко-просветительской организации «Мемориал», составитель (совместно с И. Кузнецовым) сборников научных работ «Репрессивная политика советской власти в Беларуси».
Участник 6-й Международной научной конференции «Беларусь и Германия: история и современность» в 2007 году, доклад «Холокост и союзники Гитлера».
Автор многочисленных публикаций в белорусских газетах, журналах «Подъем» (Воронеж), «Музыка», «Мастацтва Беларусі» («Искусство Белоруссии»). В 1975—1982 годах опубликовал около 80 статей в молодёжном журнале «Рабочая смена». Автор публикаций по истории джаза (в том числе в журнале «Джаз-квадрат» 1998—1999, 2007), а также буклетов филармонических джазовых фестивалей. Автор публицистических работ в еврейских СМИ: газетах «Хашахар» (Таллин, 1989—1990), «Ами» (Санкт-Петербург, 1992), «Еврейский камертон» (Тель-Авив, 1998—1999), «Форвертс» (Нью-Йорк, 2000—2001), «Реклама» (Чикаго, 2006), «Международная еврейская газета» (Москва, 2006), «Форум» (Нью-Йорк, 2007); журналах «Вестник еврейского университета» (Иерусалим, 1991), «Мишпоха» (Витебск, 1999, 2001), «Шагаловский международный ежегодник» (Витебск, 2003, 2007). Постоянный автор научно-публицистического журнала Лига культуры (Украина — Израиль). Член редколлегии республиканской еврейской газеты «Авив», в которой только за период 2001—2007 опубликовал около 180 материалов, главным образом, в жанре публицистики и историко-биографического очерка.

## Основные работы
- Басин Я. З. Жажда идеала. — Минск, 1987.
- Басин Я. З. Зов Прометея. — Минск, 1987.
- Басин Я. З. И творцы, и мастеровые. — Минск, 1986. (диплом III ст. Всесоюзного конкурса научно-популярной литературы)
- Басин Я. З. И творчество, и чудотворство. — Минск, 1990.
- Басин Я. З. Большевизм и евреи: Белоруссия, 1920-е годы. — Минск, 2008.
- Басин Я. З. Это сладкое слово «СВОБОДА». — Иерусалим, 2016—2017.
- Басин Я. З. Музы и тьма. Исторические очерки. — Иерусалим, 2014—2015.